# Robert Rietti
Robert Rietti, född Lucio Herbert Rietti 8 februari 1923 i Paddington, London, död 3 april 2015 i samma stad, var en brittisk-italiensk skådespelare, översättare, dramatiker och dubbningsregissör. Med över 200 krediter till sitt namn hade han en mycket produktiv karriär inom den brittiska, amerikanska och italienska underhållningsindustrin.

## Roller i urval
- 1934 – Röda nejlikan
- 1946 – Störst är kärleken
- 1949 – Vi bygga i Babylon
- 1955 – Herr Satan själv
- 1958 – I giljotinens skugga
- 1962 – Panik hos polisen
- 1963 – Doktorn på vift
- 1966 – Bibeln... i begynnelsen
- 1969 – Den vilda biljakten
- 1969 – Monte Carlo-rallyt eller Dessa fantastiska män i sina skumpande skraltiga automobiler
- 1971 – Söndag, satans söndag
- 1972 – Frenzy
- 1974 – Nattportieren
- 1975 – Gömstället
- 1976 – Omen
- 1983 – Never Say Never Again
- 1988 – Madame Sousatzka
- 2001 – Hannibal